# Ana Ularu
Ana Ularu, née le 26 juin 1985 à Bucarest, est une actrice roumaine. Elle est connue pour avoir joué le rôle de Matilda dans Periferic et pour incarner la méchante sorcière de l'Ouest dans la série télévisée américaine Emerald City.

## Filmographie

### Cinéma

#### Longs métrages
- 2003 : Maria de Călin Peter Netzer : Ioana
- 2004 : Damen tango de Dinu Tănase : Mihaela
- 2004 : Italiencele de Napoleon Helmis : Lenuța
- 2004 : Magnatul de Șerban Marinescu : Dana Moraru
- 2005 : Lost and Found : Tatiana
- 2006 : Hârtia va fi albastră (ro) de Radu Muntean : Angela
- 2007 : L'Homme sans âge (Youth Without Youth) de Francis Ford Coppola : la bibliothécaire
- 2010 : Periferic de Bogdan George Apetri : Matilda
- 2012 : Werewolf : La Nuit du loup-garou (Werewolf: The Beast Among Us) de Louis Morneau : Kazia
- 2013 : Sunt o babă comunistă (en) de Stere Gulea : Alice
- 2013 : O vară foarte instabilă de Anca Damian : Maria
- 2014 : Serena de Susanne Bier : Rachel Hermann
- 2014 : Index Zero de Lorenzo Sportiello : Eve
- 2014 : Camera Trap de Alex Verner : Maddy
- 2016 : Inferno de Ron Howard : Vayentha
- 2016 : The Man Who Was Thursday de Balazs Juszt : Saturday
- 2016 : Die Reise mit Vater de Anca Miruna Lăzărescu : le docteur Sanda Berceanu
- 2016 : L’Élu (en) (Chosen) de Jasmin Dizdar : Judith
- 2017 : Muse (Musa) de Jaume Balagueró : Rachel
- 2017 : The Marker de Justin Edgar : Ana
- 2018 : Siberia de Matthew Ross : Katya

#### Courts métrages
- 2005 : București-Berlin : Ioana
- 2005 : Concluzie : Maria
- 2006 : Love Close-up : Anya
- 2007 : Afterimage : la narratrice
- 2012 : Waste

### Télévision
- 1995 : Passion mortelle (téléfilm) : Victoria
- 1995 : Meurtres par procuration (téléfilm) : Claudia
- 2007 : Cu un pas înainte (13 épisodes) : Alexa Iacob
- 2009 : Anacondas 4 : La Piste du sang (téléfilm) : Heather
- 2011 : Life on Top (saison 2, épisode 5, intitulé Ladies Night) : Clicky Chicks Advisor
- 2013 : The Borgias (saison 3, épisode 5, intitulé The Wolf and the Lamb) : Charlotte D'Albret
- 2016-2017 : Emerald City (10 épisodes) : Méchante sorcière de l'Ouest
- 2020 : Alex Rider : Eva Stellenbosch
- 2021 : Tribes of Europa : Grieta
- 2023 : Le Pouvoir : Zoia
- 2023 : Who is Erin Carter? : Margot Müller
- 2024 : La Chute de Paris : Freja
- 2025 : Andor (saison 2) : Beska

## Distinctions
| Année | Œuvre nommée            | Festival                                        | Catégorie                      | Résultat   |
| ----- | ----------------------- | ----------------------------------------------- | ------------------------------ | ---------- |
| 2010  | Periferic               | Festival international du film de Varsovie      | Mention spéciale               | Lauréat    |
| 2010  | Periferic               | Festival international du film de Thessalonique | Meilleure actrice              | Lauréat    |
| 2010  | Periferic               | Festival international du film de Locarno       | Meilleure actrice              | Lauréat    |
| 2012  | Periferic               | Romanian Union of Filmmakers                    | Meilleure actrice              | Lauréat    |
| 2012  | Periferic               | Prix Gopo                                       | Meilleure actrice (ro)         | Lauréat    |
| 2012  |                         | Berlinale                                       | Shooting Stars de la Berlinale | Lauréat    |
| 2014  | O vară foarte instabilă | Prix Gopo                                       | Meilleure actrice              | Nomination |